# Mather Tower
Mather Tower (más tarde Lincoln Tower, según lo designado en la lista del Distrito Histórico Michigan-Wacker; ahora identificado principalmente por su dirección) es una estructura de gran altura neogótica revestida de terracota en Chicago, Illinois (Estados Unidos). Está ubicado en 75 East Wacker Drive en El Loop, adyacente al río Chicago.
El edificio de 159 m de altura es a veces llamado "El catalejo invertido" por los habitantes de Chicago debido a su diseño muy inusual, una torre octogonal de 18 pisos sobre una "caja" rectangular de 24 pisos más convencional. Fue brevemente el edificio más alto de Chicago en el momento de su finalización en 1928 y sigue siendo la estructura de gran altura más delgada de la ciudad con solo 30 por 20 m en su base. El espacio interior dentro de la aguja octogonal superior contiene la menor cantidad de metros cuadrados por piso de cualquier rascacielos de Chicago.
Mather Tower fue designada Hito Histórico de Chicago en 2001, y en 2006 recibió un Premio Nacional de Honor a la Preservación del National Trust for Historic Preservation.

## Historia
Fue diseñado por Herbert Hugh Riddle (1875–1939), el arquitecto del Seminario Teológico de Chicago, como sede de la Mather Stock Car Company, un constructor de vagones para el transporte de ganado. Su diseño estuvo muy influenciado por la pionera Ordenanza de Zonificación de Chicago de 1923, que no puso límite a la altura de los nuevos edificios siempre que el área de superficie del piso superior de la estructura no excediera el 25% de su huella. Esto resultó en una multitud de torres altas, delgadas y "retraídas", de las cuales el Mather es un ejemplo extremo e inusual. El piso superior de la torre octogonal tiene solo 26 m² de espacio de piso.
Se dice que el fundador de Mather Company, Alonzo Mather (un descendiente de Cotton Mather) es responsable de una serie de características de diseño distintivas del edificio, incluida la torre octogonal. Los planes iniciales requerían la construcción de un segundo edificio idéntico en North Michigan Avenue, detrás del Mather y conectado a él por una galería en la planta baja, pero el inicio de la Gran Depresión en 1929 obligó a cancelarlo.
En la década de 1990, el edificio se había deteriorado considerablemente. En 2000, la "cúpula" de 4 pisos en la parte superior del edificio fue demolida debido al deterioro estructural y problemas de seguridad, luego de que trozos de terracota comenzaron a caer de la fachada. El daño fue lo suficientemente extenso como para considerar el desmantelamiento de los 17 pisos restantes de la torre octogonal también.
En 2000, Masterworks Development Corporation compró la estructura y realizó una restauración completa. En noviembre de 2002, se inició la fase final del proyecto cuando un helicóptero levantó la estructura de acero para una nueva cúpula desde una barcaza hasta la parte superior de la torre.
La parte inferior rectangular del edificio alberga actualmente el River Hotel. Los pisos superiores octogonales, una sucursal de la cadena Club Quarters de alojamientos corporativos de membresía.

## Galería

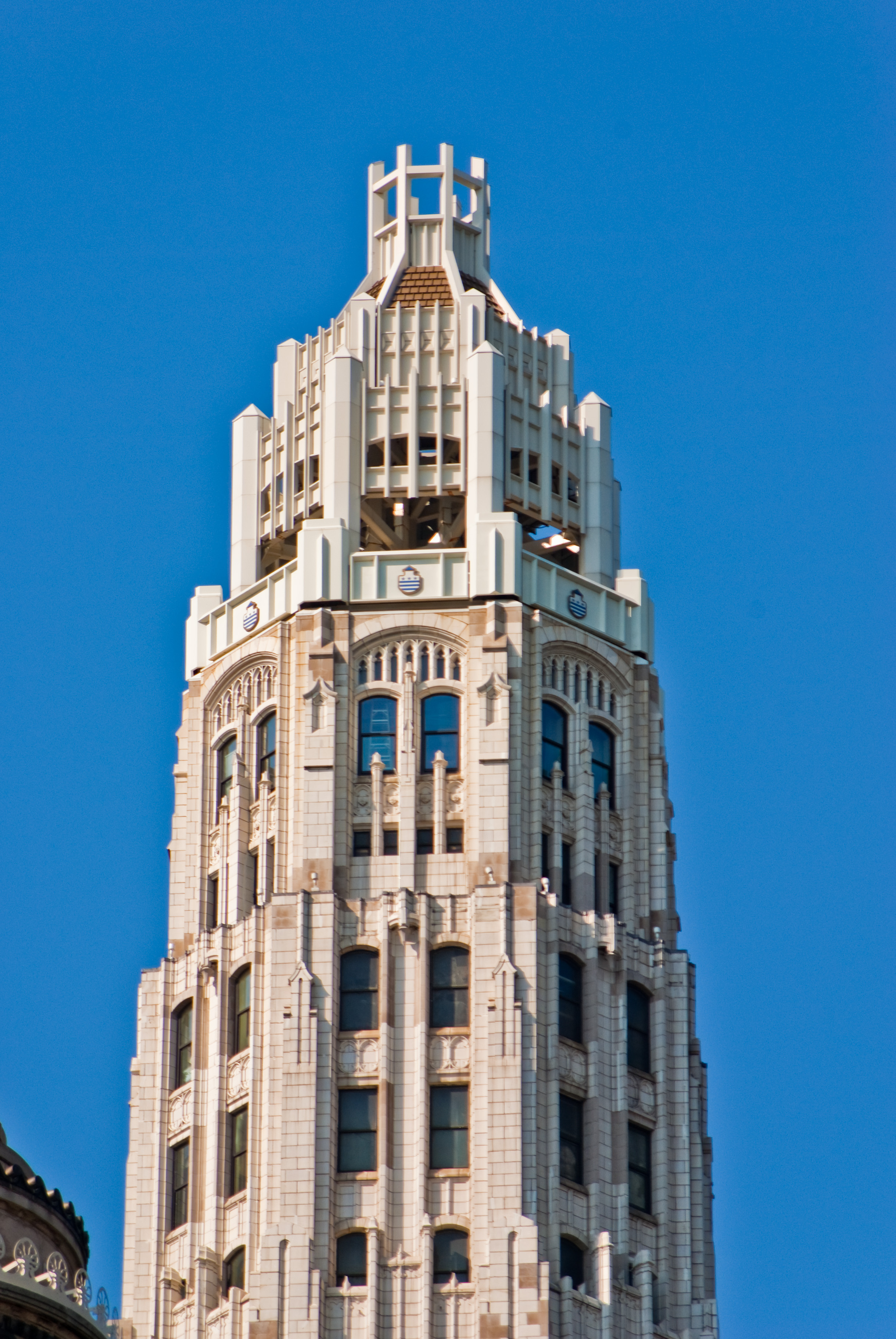
La torre octogonal.
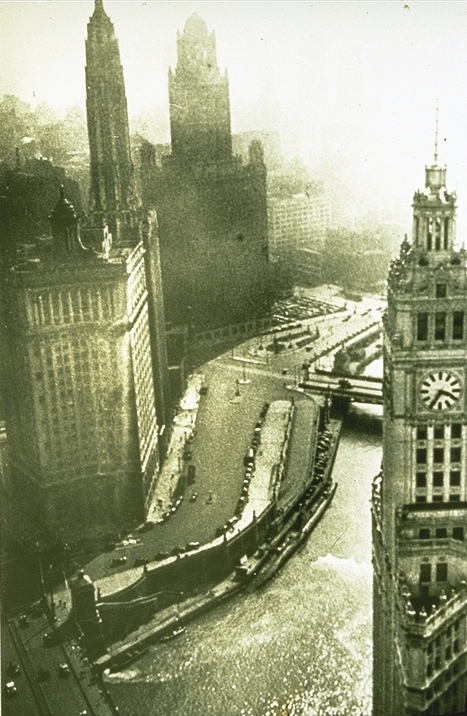
Vista aérea con el río Chicago en 1926.
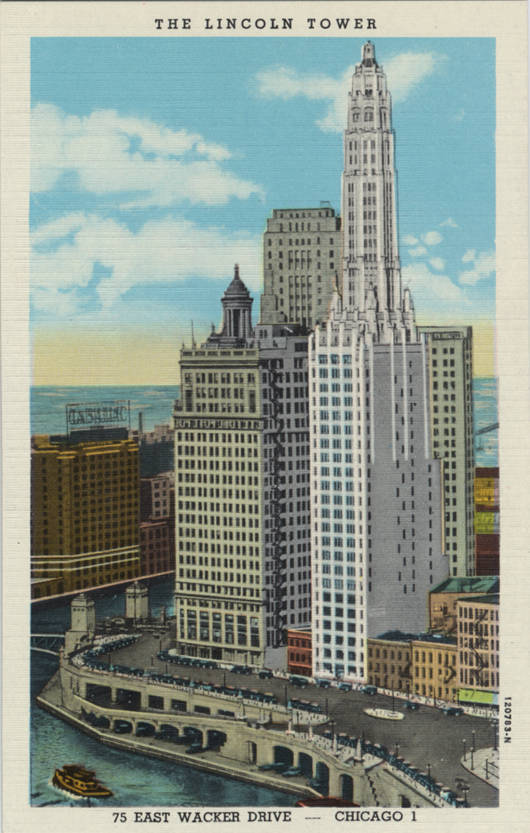
Tarjeta postal de 1928.
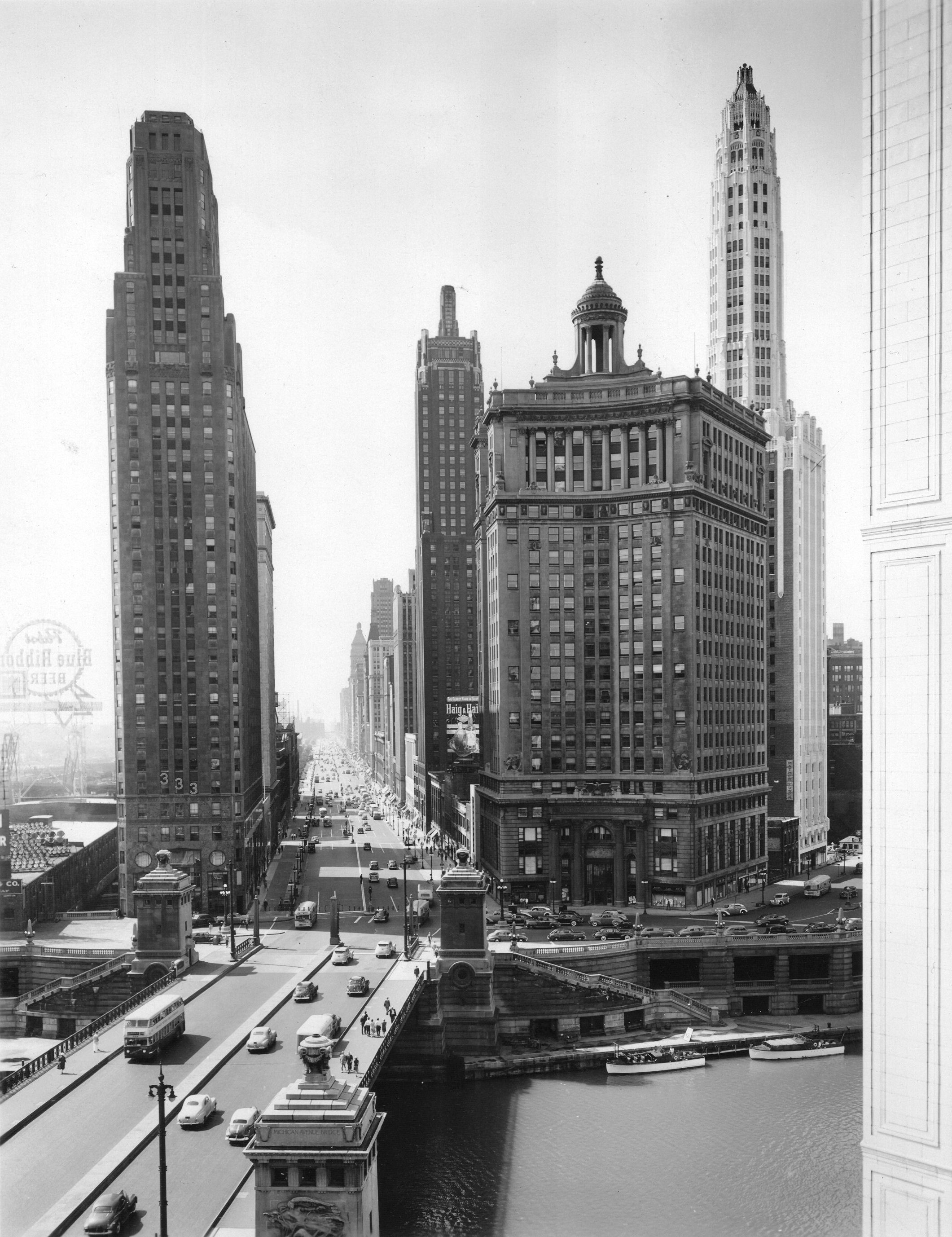
La Mather Tower y la Avenida Míchigan en 1945.
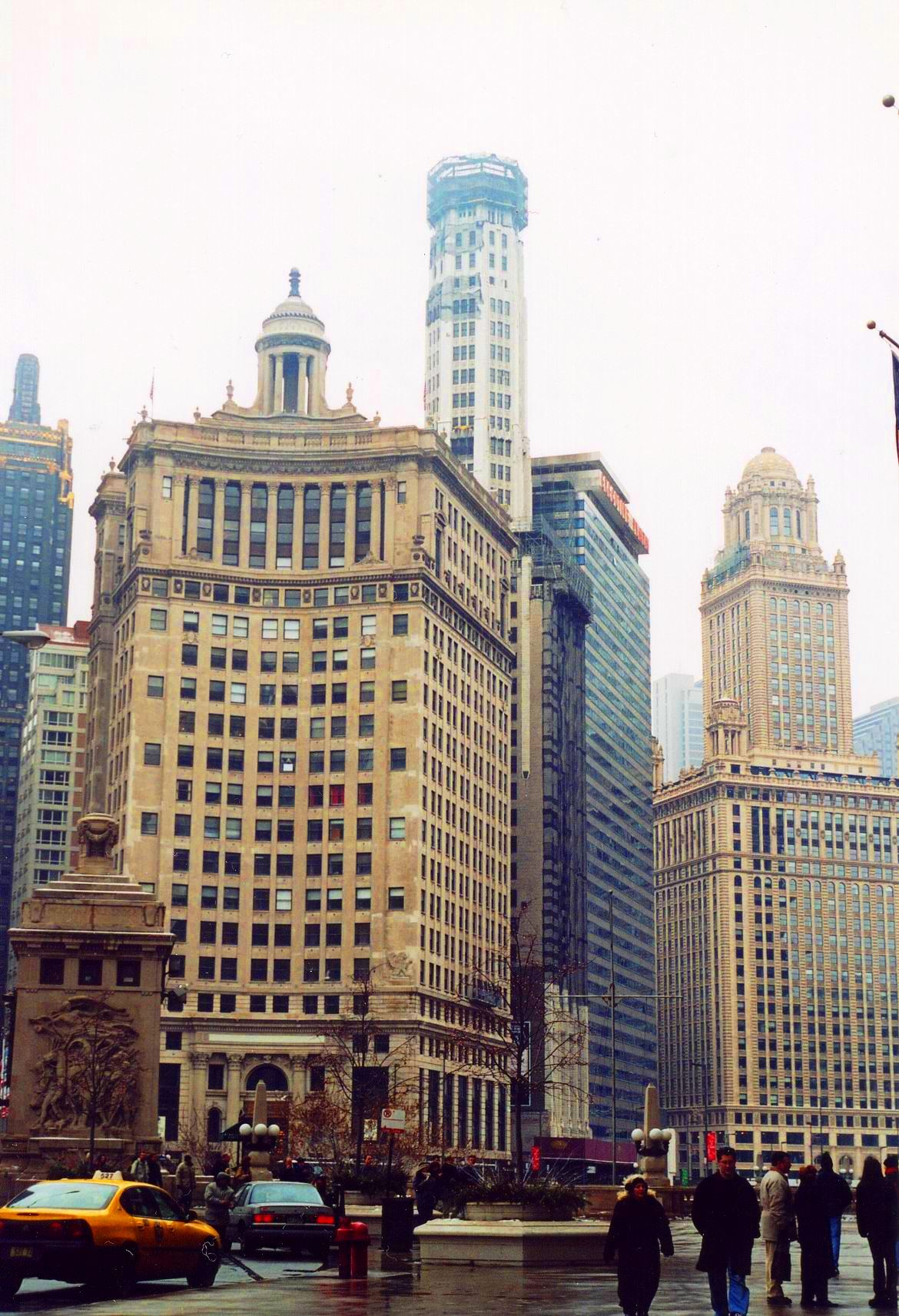
Restauración en 2003.
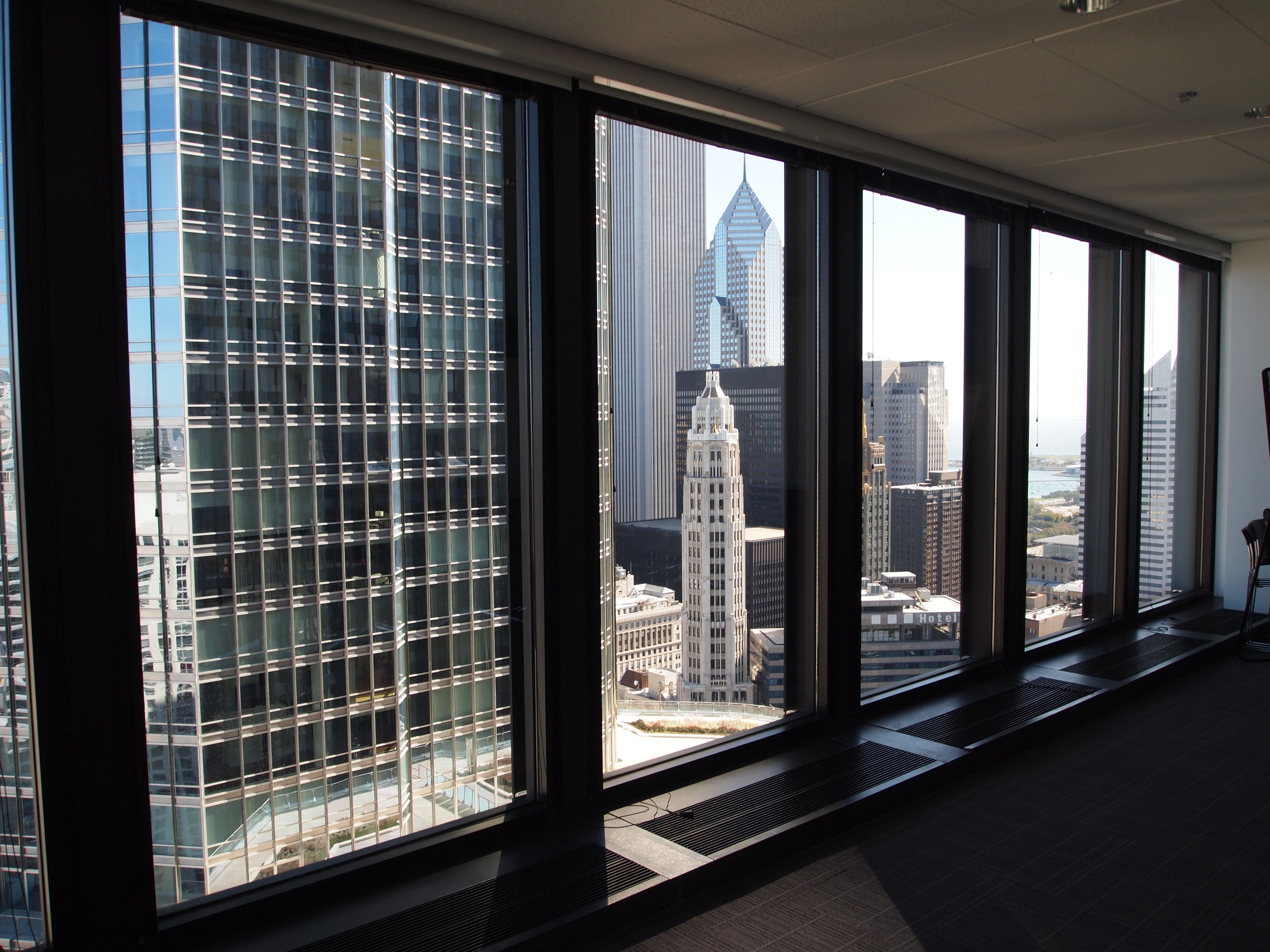
La Mather Tower desde el 330 North Wabash.